# Zelta Zonk
Zelta Zonk war eine Berliner Rockband, die von 1970 bis 1979 existierte.

## Geschichte
Ende der 1960er, Anfang der 1970er Jahr bilden sich in drei aufeinanderfolgenden Oberstufenklassen der Fritz-Karsen-Schule in Berlin Bands, die sich in Rock, Blues und Folk sowie experimentellen Richtungen üben. 1972 mischten sich die Bands und Zelta Zonk wurde gegründet.
Anfangs wurden überwiegend Cover aus den Bereichen Hard Rock, Glam Rock und Blues gespielt. In dieser Phase wurden Aufnahmen bei lokalen Auftritten gemacht, die 2001 als CD erschienen. Schon 1973 kamen erste Titel aus dem Progressive Rock dazu. Die Band begann nun auch, eigene Stücke zu schreiben.
Nach einigen kürzeren, mehr poppigen Titeln, entwickelten sich mehr und mehr lange, komplexe Stücke mit bis zu 25 Minuten Laufzeit. Als Studio diente im Jahr 1975 vorwiegend das Britzer Mittelstufenzentrum. Die Aufnahmen erschienen ebenfalls 2001 auf CD.
Ab 1976/77 zog sich die Band weitgehend aus der Öffentlichkeit zurück. Es fanden noch einige Umbesetzungen statt, die jedoch keine Aufnahmen hinterließen. Andreas Pirner nimmt sich 2020 das Studio-Material erneut vor, ergänzt und überarbeitet es.[veraltet]
Der Name „Zelta Zonk“ geht auf die Biographie Marilyn des berühmten amerikanischen Schriftstellers Norman Mailer zurück, der in seinem Werk behauptet, Marilyn Monroe habe den Namen „Zelda Zonk“ als Pseudonym bei (Flug-)Buchungen in den mittleren 1950er Jahren benutzt.

## Diskografie
- 1973: Zelta Zonk Live (CD 2001)
- 1975: Zelta Zonk Studio (CD 2001)
- 2020: Zelta Zonk Studio revisited (digital)